# HD 8350
HD 8350，又名BD-19 229，SAO 147767、HR 394，是一颗恒星，视星等为6.35，位于銀經166.13，銀緯-79.24，其B1900.0坐标为赤經1h 17m 39.5s，赤緯-19° -79.24′ 9″。